# The Studio Band
Unter dem informellen Namen The Studio Band wurde eine Gruppe von Studiomusikern aus New Orleans bekannt, die sich zwischen 1946 und etwa 1957 für einen großen Teil der Aufnahmen im New Orleans Style, einer beschwingten Spielweise von Blues, Rhythm and Blues und Rock ’n’ Roll, verantwortlich zeigte. Der Bandname bezieht sich auf das J&M-Studio Cosimo Matassas. Die Gruppe entstand aus der Band des Trompeters Dave Bartholomew und brachte unter dem Namen The Royal Kings eine einzige Single in eigener Sache bei Specialty Records heraus.

## Geschichte

### Dave Bartholomews Band
Der Trompeter und Bandleader Dave Bartholomew gründete nach seiner Teilnahme am Zweiten Weltkrieg in New Orleans eine Band. Schnell entwickelte sie sich auch zur Attraktion in den Clubs von New Orleans. Das Herz der Bartholomew-Studioband waren Earl Palmer, Frank Fields, Alvin Tyler und Ernest McLean.
Die Gruppe unterstützte Smiley Lewis, Larry Darnell, Dotie Daniels und Patsy Valdeler. Einzige Konkurrenz waren die Bands von Roy Brown und Paul Gayten. Wöchentlich trat sie in Dr. Daddy-Os Radioshow auf WMRY auf, die aus dem J&M Records Shop von Cosimo Matassa ausgestrahlt wurde.
Die ersten Aufnahmen wurden 1947 für DeLuxe Records eingespielt, die sich allerdings schlecht verkauften. Erst 1949 konnte mit dem Country Boy in der Besetzung Ernest McLean, Clarence Hall, Red Tyler, Joe Harris, Salvador Doucette, Earl Palmer, Theard Johnson und Dave Bartholomew einiges Aufsehen erregt werden. Bartholomew entdeckte zudem 1948 als Talentscout des Plattenlabels Imperial Records den jungen Fats Domino, dessen Boogie-Woogie er schätzte. Ein Treffen mit Lew Chudd von Imperial Records in Don Robeys Peacock-Club in Houston führt zum Vertragsschluss im Dezember 1949 und eine Reihe von Charthits, darunter 1951 Everynight About This Time und 1952 Goin’ Home.
Bortholomews Band wurde zudem immer öfter als Studioband hinter Künstlern aus New Orleans eingesetzt: So spielten sie Balladen und Blues hinter Tommy Ridgley und Jewel King, die mit 3×7 = 21 einen Hit hatte. Weitere Studioarbeit erfolgte hinter Archibald, Jesse Allen, Fats Matthews, Country Jim und Smiley Lewis, der I Hear You Knockin’ für Imperial in die Charts führte. Nach der Mitarbeit für I’m Gone von Shirley & Lee auf Aladdin Records gelang mit Lloyd Price’ Lawdy Miss Clawdy ein Welterfolg mit Fats am Klavier für Specialty Records.

### The Royal Kings
Im Juli 1952 spielte die Band in der Besetzung Palmer, Hardesty, Harris, Doucette, McLean und Fields Bouncin’ The Boogie ein, das zusammen mit Teachin’ ’n’ Preachn’ auf Specialty 444 herauskam. Für die Veröffentlichung dieser Instrumentalkompositionen von Bartholomew wurde der Band der Name „The Royal Kings“ gegeben. Die Single blieb die einzige, auf der die Band in eigener Sache veröffentlichte.

### The Studio Band

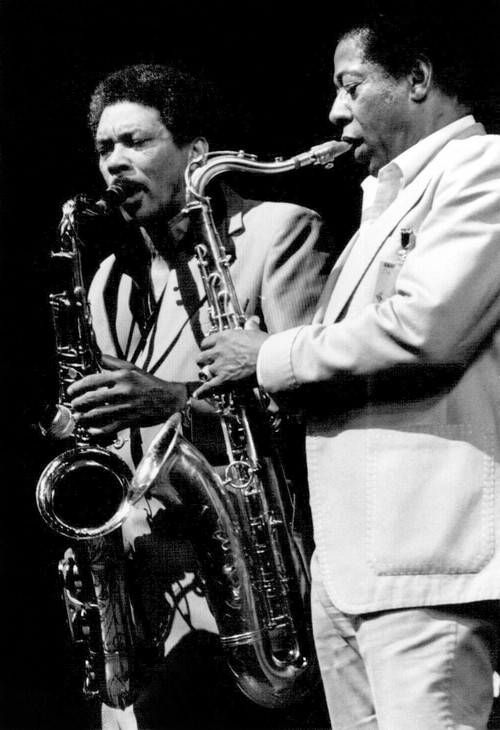
Lee Allen und Herb Hardesty 1980

1953 schloss sich Hardesty der Live-Band Fats Dominos an. Seinen Platz am Tenorsaxophon nahm Lee Allen ein. Mit der Integration von Allens röhrenden Soli in den New Orleans Style begann die klassische Besetzung der Studio Band mit Earl Palmer, Frank Fields, Alvin Tyler und Lee Allen sowie den wechselnden Gitarristen Roy Montrell, Ernest McLean und Edgar Blanchard. An den Tasten saßen entweder Salvador Doucette oder Edward Frank, wenn der aufzunehmende Künstler nicht selbst Klavier spielte. Bei der ersten Studiosession Little Richards spielte Huey „Piano“ Smith. Mit Richard wurde neben Domino der zweite verkaufskräftige Künstler begleitet, der zudem den Rhythm and Blues so hart spielte, dass er als Rock ’n’ Roll in eine neue Genrebezeichnung überführt wurde. Red Tyler erinnert sich, es sei Cosimo Matassa gewesen, der die Band auch ohne Dave Bartholomews Engagement in das Studio einlud.
Dieser neue Sound auf Little Richards Hit-Aufnahmen veranlasste wiederum weitere Musiklabels die Studioband anzufragen und einzusetzen. Das stärkte den Zusammenhalt der Band, so dass sie als geschlossene Clique wahrgenommen wurde. Die Arbeitsweise war meist einfach: Eine Plattenfirma buchte Matassas Studio, dieser rief die Band zusammen und erst mit dem aufzunehmenden Vokalisten wurden die Stücke arrangiert und geprobt. Dabei konnten die Musiker auf ihren Erfahrungsschatz aus den vergangenen Jahren zurückgreifen. Die zu dieser Zeit übliche Tagesgage für Studiomusiker betrug 40,25 Dollar ohne Beteiligung an den Verkaufserlösen.

### Ende
Aufgrund der losen Bandstruktur kann kein exaktes Ende der Sessionband genannt werden. Earl Palmer verließ im Februar 1957 New Orleans, um auch in Los Angeles zu einem gefragten Session-Schlagzeuger bei The Wrecking Crew zu werden. Im selben Jahr folgte Lee Allen seinem Kollegen Hardesty zur Live-Band Fats Dominos, so dass er für die Sessionarbeit im J&M Studio nicht mehr regelmäßig zur Verfügung stand. Little Richard, der bereits seit Oktober des Vorjahres nicht mehr in New Orleans aufgenommen hatte, beendete zudem im September 1957 vorübergehend seine musikalische Karriere.
Spätestens zu Beginn der 1960er leistete eine neue Generation von Sessionmusikern und Produzenten um Allen Toussaint, Dr. John, die Neville Brothers und die Meters den Hauptteil der R&B-Aufnahmen in New Orleans.

## Diskografie
- 1952 – Bouncin’ the Boogie / Teachin’ ’n’ Preachn’, Specialty 444